# Tjärns sjö
Tjärns sjö är en sjö i Svenljunga kommun i Västergötland och ingår i Ätrans huvudavrinningsområde.